# Рахман (Тулћа)
Рахман (рум. Rahman) насеље је у Румунији у округу Тулћа у општини Касимча. Oпштина се налази на надморској висини од 105 m.

## Становништво
Према подацима из 2002. године у насељу је живело 375 становника, од којих су сви румунске националности.